# بروس تشونغ
بروس تشونغ هو مصور سينمائي كندي، ولد في 6 فبراير 1963 في مدينة مكسيكو في المكسيك.

## وصلات خارجية
- بروس تشونغ على موقع IMDb (الإنجليزية)
- بروس تشونغ على موقع ألو سيني (الفرنسية)
- بروس تشونغ على موقع أول موفي (الإنجليزية)
- بروس تشونغ على موقع قاعدة بيانات الفيلم (الإنجليزية)
- بروس تشونغ على موقع كينوبويسك (الروسية)